# Maurice Athanase Le Luc
Maurice Athanase Le Luc (Lorient, 14 luglio 1885 – Parigi, 7 aprile 1964) è stato un ammiraglio francese, firmatario dell'armistizio di Compiègne entrò poi a fra parte del Governo di Vichy come Capo di gabinetto del Ministro della Marina e delle Colonie ammiraglio François Darlan. Nel novembre 1942, dopo l'invasione tedesca del territorio della Francia di Vichy e l'Autoaffondamento della flotta francese a Tolone, assunse per un breve periodo la funzioni di Capo di stato maggiore della Marine nationale.

## Biografia
Nacque a Lorient il 14 luglio 1885, figlio di un commerciante. Entrato nella Marine nationale nel 1902, frequentò l'Ecole Navale divenendo guardiamarina il 5 ottobre 1905. Il 1º gennaio 1906 si imbarcò sull'incrociatore corazzato Gueydon, appartenente alla Squadra dell'Estremo Oriente, e poi sulla cannoniera Vigilante. Il 5 ottobre 1907 viene promosso tenente di vascello, e il 1º gennaio 1909 si imbarcò come allievo ufficiale in istruzione sulla Couronne, appartenente alla Scuola cannonieri. Ottenuto il brevetto si imbarcò sulla nave da battaglia Carnot, appartenente alla squadra del Mediterraneo. Il 1º gennaio 1910 si trasferì sull'incrociatore corazzato Condé appartenente alla 2ª Squadra. Il 1º gennaio 1912 viene destinato all'imbarco per un certo periodo sul Tourville, appartenente alla Scuola cannonieri, per ritornarvi poi il 1º gennaio 1914. Promosso tenente di vascello l'8 maggio 1915.
Durante la prima guerra mondiale si distingue particolarmente, decorato con la Croix de Guerre e la Croce di Cavaliere della Legion d'onore. Il 1 gennaio 1918 diviene professore d'artiglieria presso la Scuola navale di Brest, e il 1 gennaio 1921 assume il comando della cannoniera Agile, appartenente alla squadriglia di sorveglianza (Escadrille de patrouille) di Tolone. È promosso capitano di corvetta  il 30 marzo 1922 e capitano di fregata l'8 dicembre 1925, insignito successivamente del titolo di Ufficiale della Legion d'Onore, e di Cavaliere al Mérite Maritime. Dal 16 febbraio 1928 al 30 ottobre 1929 comanda il cacciatorpediniere Jaguar. Il 4 giugno 1931 viene elevato al rango di capitano di vascello e successivamente, il 6 novembre 1932, assume il comando dell'incrociatore pesante Colbert. Si distinse particolarmente come Ufficiale di Stato maggiore, e frequentò il corso presso il collegio degli Alti Studi del Ministero della Difesa. Nel giugno 1937 fu promosso contrammiraglio.
Il 30 luglio 1939, poco prima dello scoppio della seconda guerra mondiale, diviene Vice Capo di stato maggiore della Marina, al fianco dell'ammiraglio Darlan, ed insieme a Gabriel Auphan e Jean Louis Négadelle, sostenne una parte essenziale della direzione delle operazioni navali. Nel novembre 1939 viene promosso al grado di viceammiraglio, e diviene comandante delle forze navali.  Alle ore 6:15 del 9 maggio 1940, giorno precedente l'attacco tedesco ad ovest, partecipò ad una riunione al vertice, tenutasi a Dunkerque, indetta dal Capo di stato maggiore generale Maurice Gamelin.  A questa riunione presero parte anche il generale Alphonse Georges, il generale Gaston Billotte e l'ammiraglio Darlan.
Dopo la sconfitta della Francia, il 22 giugno 1940, su disposizione di Darlan, fu uno dei firmatari dell'armistizio di Compiègne con la Germania avvenuto in un vagone ferroviario posizionato nella foresta di Rethondes. Assieme a lui parteciparono il capo delegazione, generale Charles Huntziger  l'ambasciatore Léon Nöel, il tenente generale Parisot, ed il generale dell'aviazione Jean Bergeret. Analogamente il 24 si recò in aereo a Roma, con la stessa delegazione, per firmare l'armistizio con il governo italiano.
Entrò a far parte del governo di Vichy, in qualità di Capo di gabinetto del Ministro della Marina e delle Colonie ricoprendo tale incarico fino al settembre 1941, quando lasciò l'incarico ricevendo il titolo di Grande Ufficiale della Legion d'Onore.
Il giorno dell'attacco inglese contro la squadra navale francese presente nel porto di Mers el Kebir era l'unico ufficiale di grado elevato presente presso lo Stato Maggiore della Marina. Quando l'ammiraglio Marcel Gensoul informò i vertici della Marine nationale dell'ultimatum inglese che prevedeva la consegna della flotta, o il suo autoaffondamento, cercò di informare l'ammiraglio Darlan che si trovava a Clermont-Ferrand in viaggio per Vichy assieme ad Auphan e a Negadelle. Di propria iniziativa ordinò agli incrociatori presenti a Tolone ed a Algeri di salpare per portare aiuto alla squadra di Mers-el-Kebir. Alle 13:30 riuscì a mettersi in contatto telefonico con Darlan che gli ordinò di reagire con la forza. Alle 14:45 Le Luc trasmise in chiaro a Gensoul di mettere in atto tutte le misure necessarie a preservare le sue unità, e che tutte le navi disponibili, sommergibili compresi, si sarebbero dirette immediatamente su Mers-el-Kebir. Dopo la catastrofe, che vide la morte di molte centinaia di marinai francesi, e la perdita della corazzata Bretagne, alle 21:30 Gensoul trasmise a Somerville la richiesta di cessare il fuoco. Alle 21:53 Le Luc ordinò perentoriamente a Gensoul di cessare di parlamentare con il nemico.

Il 20 novembre 1942 assume temporaneamente le funzioni di Capo di stato maggiore della marina, ricoprendo tale incarico fino al 2 aprile 1943. Il 2 luglio dello stesso anno fu collocato in posizione di riserva, e l'8 settembre 1944 in posizione di riposo. Dopo la fine della guerra venne condannato dall'Alta Corte di giustizia a due anni di carcere per collaborazionismo, con la pena accessoria della degradazione, il 25 febbraio 1950.  Amnistiato il 13 giugno 1951 venne reintegrato nella seconda sezione degli Ufficiali generali della Marina il 26 settembre 1961. Si spense a Parigi (4e Arrondissement) il 7 aprile 1964.

## Onorificenze
(lista parziale)